# 10 kilomètres marche masculin aux Jeux olympiques d'été de 1952
Pour un article plus général, voir Athlétisme aux Jeux olympiques d'été de 1952.
Navigation
Londres 1948
L'épreuve du 10 kilomètres marche masculin aux Jeux olympiques de 1952 s'est déroulée les 24 et 27 juillet 1952 au Stade olympique d'Helsinki, en Finlande, et est remportée par le Suédois John Mikaelsson. L'épreuve est remplacée par le 20 kilomètres marche à partir de 1956.

## Résultats

### Finale
| Rang               | Athlète         | Pays             | Temps         | Notes |
| ------------------ | --------------- | ---------------- | ------------- | ----- |
| Médaille d'or      | John Mikaelsson | Suède            | 45 min 02 s 8 | OR    |
| Médaille d'argent  | Fritz Schwab    | Suisse           | 45 min 41 s 0 |       |
| Médaille de bronze | Bruno Junk      | Union soviétique | 45 min 41 s 0 |       |
| 4                  | Louis Chevalier | France           | 45 min 50 s 4 |       |
| 5                  | George Coleman  | Grande-Bretagne  | 46 min 06 s 8 |       |
| 6                  | Ivan Yarmysh    | Union soviétique | 46 min 07 s 0 |       |
| 7                  | Émile Maggi     | France           | 46 min 08 s 0 |       |
| 8                  | Bruno Fait      | Italie           | 46 min 25 s 6 |       |
| 9                  | Gabriel Reymond | Suisse           | 46 min 38 s 6 |       |
| 10                 | Don Keane       | Australie        | 47 min 37 s 0 |       |
|                    | Lars Hindmar    | Suède            |               | DSQ   |